# En sang fra vest
En sang fra vest är det femte musikalbumet med den norska vissångaren Jan Eggum. Albumet består av live-framträdanden från Bergen, Oslo och Tønsberg. Eggum uppträder ensam med en akustisk gitarr och framförer blant annat den populära låten "Lillebror Per". Skivbolaget CBS lanserade albumet 1979. Albumet tilldelades Spellemannprisen.
En sang fra vest återutgavs på CD 1997 av Grappa Musikkforlag.

## Låtlista
Sida A
1. "En sang fra vest" – 5:50
2. "Tror du" – 3:06
3. "Blå bananer" – 3:08
4. "Johnny" – 2:33
5. "Harehopp" – 2:11

Sida B
1. "Lillebror Per" – 3:07
2. "Et fint bur" – 3:18
3. "En dag" – 3:43
4. "Damen i hvitt" – 3:11
5. "De skulle begrave en konge stor" – 3:48

Alla låtar skrivna av Jan Eggum.
Live-inspelningar
- Grieghallen, Bergen 8 september 1978 (A1,B1)
- Chateau Neuf, Oslo 17 augusti 1979 (A2,A3,A4,B3)
- Pizza Nini, Tønsberg 27 augusti 1979 (A5,B5)
- Laksevåg gymnas, Bergen 20 oktober 1978 (B2,B4)

## Medverkande
Musiker
- Jan Eggum – sång, akustisk gitarr

Produktion
- Trygve Thue – musikproducent
- Arne Furseth, Gerd Ryhl – omslagsdesign
- Harald Nygård – omslagskonst